# Just Another Drug
Just Another Drug è il terzo EP del gruppo musicale statunitense Black Tide. L'EP è stato pubblicato il 21 agosto 2012, ed è scaricabile solo attraverso iTunes. La sua uscita è stata resa nota attraverso un post pubblicato il 12 luglio dalla band sulla loro pagina Facebook ufficiale.

## Tracce
1. Start Over – 3:26
2. I Wanna – 2:43
3. Just Another Drug – 2:42
4. Through Thick and Thin – 4:03